# Butes
En la mitología griega, Butes era un ático hijo de Teleonte y Zeuxipe, hija ésta del dios-río Erídano. Butes se unió a los argonautas.
Alguna versión lo presentaba como hijo de Poseidón. Se decía que, al pasar los argonautas junto a las sirenas, Orfeo comenzó a tocar una canción para contrarrestar la influencia de su canto, pero solo Butes saltó al mar. Sin embargo, Afrodita lo salvó y lo llevó a Lilibea (Sicilia), donde fue por ella padre de Érix y Policaón.
La familia ática de los Butades o Eteobutades remontaba sus orígenes a Butes, y en el Erecteión de la Acrópolis había dedicado a Butes un altar cuyas paredes estaban decoradas con pinturas que representaban escenas de la historia de la familia.